# Марио Драги
Марио Драги (на италиански: Mario Draghi) е италиански финансист. Роден е на 3 септември 1947 година в Рим.
От 1984 до 1990 година е изпълнителен директор в Световната банка, а през 1991 – 2001 година – генерален директор в италианското министерство на правосъдието, като участва активно в проведените по онова време реформи на регулациите на финансовите пазари в страната. От 2002 до 2005 година работи в банката „Голдман Сакс“.
От 2006 година е управител на Италианската банка – централната банка на Италия. През 2011 година е избран за председател на Европейската централна банка, считано от 1 ноември 2011 година.

## Биография
Марио Драги е завършил Римския университет La Sapienza. През 1976 г. под ръководството на Франко Модилиани и Робърт Солоу получава докторска степен по икономика от Масачузетския технологичен институт .

### Професионална кариера
1981-1991 г. - професор по икономика във Университета на Флоренция .
От 1984 до 1990 г. като представител на Италия той е член на Съвета на изпълнителните директори на Световната банка . През 1991-2001 г. - генерален директор на Министерството на финансите, по същото време през 1993-2001 г. - председател на Комитета за приватизация в италианското правителство. В тази си позиция той играе централна роля за намаляване на държавния дълг на Италия и намаляване на бюджетния дефицит. (1) Реформите на Драги му спечелиха прозвището "Супер Марио", по името на несломимия герой от видеоигра.
От 2002 г. до 2005 г. е заместник-председател и управляващ директор на базираната в Лондон Goldman Sachs International, дъщерно дружество на Американската инвестиционна банка. 
През 2006 г. поема управителния пост на Италианската централна банка, като през следващите пет години работи за въвеждането на отговорно управление и стриктна парична политика и в тази институция. Като управител на централната банка на Италия Драги беше член на управителния съвет на ЕЦБ, който определя лихвените проценти в еврозоната. Той също така стана председател на Форума за финансова стабилност, консултативен орган за Групата на 20-те икономически напреднали страни. След световната финансова криза от 2008 г. този форум се превърна в Съвет за финансова стабилност и получи мандат да разработи регулаторни стандарти, които да предотвратят нов колапс на банковата система.
На 20. юни 2011 Марио Драги е назначен за председател на Европейската централна банка и заема този пост в продължение на 8 години.
През януари 2021 г., след като правителството на италианския премиер Джузепе Конте пада след оттеглянето на ключов коалиционен партньор, италианският президент Серджо Матарела призова Драги да бъде министър-председател начело на правителство на единството. През следващите дни Драги събра кабинет, който привлече представителство от широк спектър от основните политически партии в Италия, като по този начин гарантира, че ще има достатъчна парламентарна подкрепа, за да придвижи своя дневен ред. Той официално положи клетва като министър-председател на Италия на 13 февруари 2021 г.
Драги ръководи технократска администрация, която изведе Италия от най-лошите дни на пандемията от коронавирус SARS-CoV-2. Той осигури повече от 191 милиарда евро (почти 230 милиарда долара) финансиране за възстановяване от пандемия от ЕС и ръководи успешното подновяване на кампанията за ваксиниране в Италия. До края на 2021 г. повече от четири пети от италианците са получили поне една доза от ваксината срещу COVID-19 и икономиката на Италия, която беше разклатена от широко разпространени спирания, показваше признаци на силно възстановяване. Драги също беше виден привърженик за европейското единство след инвазията на Русия в Украйна през февруари 2022 г. Италия изпрати военна и хуманитарна помощ на Украйна, а Драги беше съавтор (заедно с министъра на финансите на САЩ Джанет Йелън) на широкообхватния пакет от санкции, насочен към руската икономика. Драги работи за намаляване на зависимостта на Италия от руския природен газ, като осигури ново енергийно споразумение с Алжир. 
След парламентарните избори, насрочени за пролетта на 2023 г. , традиционните политически съперничества в Италия започнаха да се налагат отново и напрежението се оказа твърде голямо за правителството на единството на Драги. Когато Движението на петте звезди – партията на предшественика на Драги – оттегли подкрепата си от ключов пакет от разходи, Драги третира въпроса като вот на доверие и подаде оставката си на Матарела, което доведе до предсрочни избори.